# Убертино да Казале
Убертино да Казале (итал. Ubertino da Casale; род. ок. 1259 в Казале-Монферрато; ум. ок. 1330) — итальянский монах-францисканец; мистик, богослов, проповедник иоахимизма; один из выдающихся представителей движения спиритуалов; его мистические видения повлияли на иконологию фресок главного храма францисканцев — Базилики Святого Франциска в Ассизи.
Данте в «Божественной комедии» (1308—1321) имеет в виду Умбертино, когда пишет о «Касале»:
«Не в Акваспарте он возникнуть мог
И не в Касале, где твердят открыто,
Что слишком слаб устав иль слишком строг.» (Рай. Песнь XII, строки 124—126).
Из Акваспарты был родом генерал францисканского ордена Маттео д’Акваспарта, внесший послабления в монашеский устав (умер в 1302); а из Касале был Убертино, глава «ревнителей» (спиритуалов), требовавший строжайшего устава для нищенствующих монахов.

## Имя
По-русски также известен как Убертино ди Казале (варианты: из Казале; да Касале); Убертин Казале или Казальский.

## Жизнеописание
Родом из Казале-Монферрато.
Последователь Иоахима Флорского; вера в близящееся царство Духа Святого и Вечное (духовное) Евангелие была характерной чертой спиритуалов и в сочинениях Убертино ди Казале подвергалась разнообразным переработкам.
Будучи в папской опале, нашёл приют у отлучённого от церкви Людовика IV Баварца. При дворе Людовика находилось много рассорившихся с папой учёных, в том числе Марсилий Падуанский (род. ок. 1270) и Оккам (ок. 1285—1347).

## Труды
Трактат «Древо жизни Иисуса Христа распятого» (лат. Arbor vitae crucifixae Jesu Christi) был написан в 1305 году. В нём Убертино да Казале, изображая приближение царства Святого Духа, осуждает всю современную ему церковь; особенно резки его отзывы о папах, которые как бы распяли основателя францисканской общины Франциска (1181/1182 — 1226), искореняя насаждённую им евангельскую бедность; Убертино видел в папах орудия Антихриста.
В своих «Комментариях к сентенциям» (IV) утверждает: «Околдования могут быть разрушены или молитвами или искусством тех, которые эти околдования наслали».